# Útočiště přímorožce arabského
Útočiště přímorožce arabského (dnes Rezervace volně žijících zvířat v Al Wusta, resp. Rezervace divoké přírody v Al Wusta, anglicky Wildlife Reserve in Al Wusta) je oblast ochrany zvěře, zejména přímorožce arabského. Nalézá se v poušti, na místě nazvaném Džiddat al-Harasis ve středním Ománu. Původní rozloha dosahovala 27 500 km². V roce 1994 byla oblast zařazena mezi světové dědictví UNESCO, vyřazena byla v roce 2007.
Od roku 1979 bylo plánováno přeměnit útočiště na národní park, jímž se však doposud nestalo. Kromě ochrany posledního stáda oryxe arabského má za úkol chránit i další faunu a flóru. Ke zdejší fauně patří arabská liška Rüppelova, kočka divoká, kozorožec núbijský, medojed kapský, pískomil tlustý, již zmíněný přímorožec arabský (oryx bílý), sajka volatá a vzácný vlk arabský. Dále zde žije na 168 různých druhů ptactva (20 se jich zde i rozmnožuje), jmenovitě například běhulík, drop chocholatý a orel skalní.
Dne 28. června 2007 se stala vůbec první památkou, která byla odstraněna ze seznamu světového dědictví UNESCO. Důvodem pro tento krok bylo usnesení ománské vlády zmenšit rozlohu útočiště o 90 % a snížení počtu oryxů arabských ze 450 kusů v roce 1996 na současných[kdy?] 65. V současné době[kdy?] zbývají pouhé čtyři páry schopné reprodukce.